# محمد باعظيم (لاعب كرة قدم مواليد 2000)
محمد أحمد باعظيم لاعب كرة قدم سعودي ، يلعب كلاعب وسط.
لعب سابقاً في الفئات السنية في نادي الاتفاق ونادي الثقبة.